# Elezioni presidenziali in Bulgaria del 2011
Le elezioni presidenziali in Bulgaria del 2011 si tennero il 23 ottobre; videro la vittoria di Rosen Plevneliev, indipendente sostenuto dal partito Cittadini per lo Sviluppo Europeo della Bulgaria.

## Risultati
| Candidati             | Partiti                                          | I turno   | I turno | II turno  | II turno |
| Candidati             | Partiti                                          | Voti      | %       | Voti      | %        |
| --------------------- | ------------------------------------------------ | --------- | ------- | --------- | -------- |
| Rosen Plevneliev      | Cittadini per lo Sviluppo Europeo della Bulgaria | 1 349 380 | 40,11   | 1 698 136 | 52,58    |
| Ivajlo Kalfin         | Partito Socialista Bulgaro                       | 974 300   | 28,96   | 1 531 193 | 47,42    |
| Meglena Kuneva        | Indipendente (NDSV)                              | 470 808   | 14,00   |           |          |
| Volen Siderov         | Unione Nazionale Attacco                         | 122 466   | 3,64    |           |          |
| Stefan Solakov        | Fronte Nazionale per la Salvezza della Bulgaria  | 84 205    | 2,50    |           |          |
| Rumen Hristov         | Unione delle Forze Democratiche                  | 65 761    | 1,95    |           |          |
| Atanas Semov          | Ordine, Legge e Giustizia                        | 61 797    | 1,84    |           |          |
| Svetoslav Vitkov      | Indipendente                                     | 54 125    | 1,61    |           |          |
| Sali Ibrayim          | Unità del Movimento Nazionale                    | 41 837    | 1,24    |           |          |
| Krasimir Karakachanov | Movimento Nazionale Bulgaro                      | 33 236    | 0,99    |           |          |
| Aleksey Petrov        | Indipendente                                     | 31 613    | 0,94    |           |          |
| Maria Kapon           | Partito del Popolo Unito                         | 30 665    | 0,91    |           |          |
| Nikolay Nenchev       | Unione Nazionale Agraria Bulgara                 | 9 827     | 0,29    |           |          |
| Pavel Chernev         | Partito per il Popolo della Nazione              | 8 081     | 0,24    |           |          |
| Ventsislav Yosifov    | Indipendente                                     | 7 021     | 0,21    |           |          |
| Dimitar Kutsarov      | Indipendente                                     | 6 989     | 0,21    |           |          |
| Andrey Chorbanov      | Unità Democratica Bulgara                        | 6 340     | 0,19    |           |          |
| Nikolay Vasilev       | Indipendente                                     | 5 633     | 0,17    |           |          |
| Totale                | Totale                                           | 3 364 084 | 100     | 3 229 329 | 100      |